# Taxe affectée au Centre technique interprofessionnel des fruits et légumes
La taxe affectée au Centre technique interprofessionnel des fruits et légumes est une taxe affectée créée en 1952 pour financer le Centre technique interprofessionnel des fruits et légumes (CTIFL). Le projet de loi de finances 2015 prévoit une suppression progressive de la taxe affectée pour la remplacer par une contribution volontaire obligatoire.

## Historique
Le CTIFL est un organisme interprofessionnel créé en 1952 dans le cadre de la loi du 22 juillet 1948 sur les centres techniques industriels.  Dès sa création, il est financé à l'aide d'une taxe.
La loi de finances de 2003 transforme la taxe parafiscale en taxe affectée au CTIFL. 
En 2014, l'Inspection générale des finances (IGF) liste la taxe dans les 192 taxes à faible rendement. L'IGF suggère de supprimer la taxe et de la remplacer par une contribution volontaire des acteurs économiques
L'article 8 du projet de loi de finances 2015 prévoit de transformer la taxe affectée au CTIFL en une contribution volontaire obligatoire (CVO). Une période de transition est prévue pour permettre à la filière de s'organiser. Ce changement permet de ne plus comptabiliser la taxe fiscale affectée dans le montant total des impôts et taxes de la France. Mais comme il ne peut y avoir qu'une CVO par secteur, et qu'Interfel bénéficie d'une CVO depuis 2010, la CVO destinée au financement du CTIFL ne pourra être collectée que par Interfel.
Avant d'être supprimé, le produit de la taxe était de 17 millions d'euros en 2012.